# Agriopis leucophaearia
Agriopis leucophaearia là một loài bướm đêm trong họ Geometridae.

## Hình ảnh

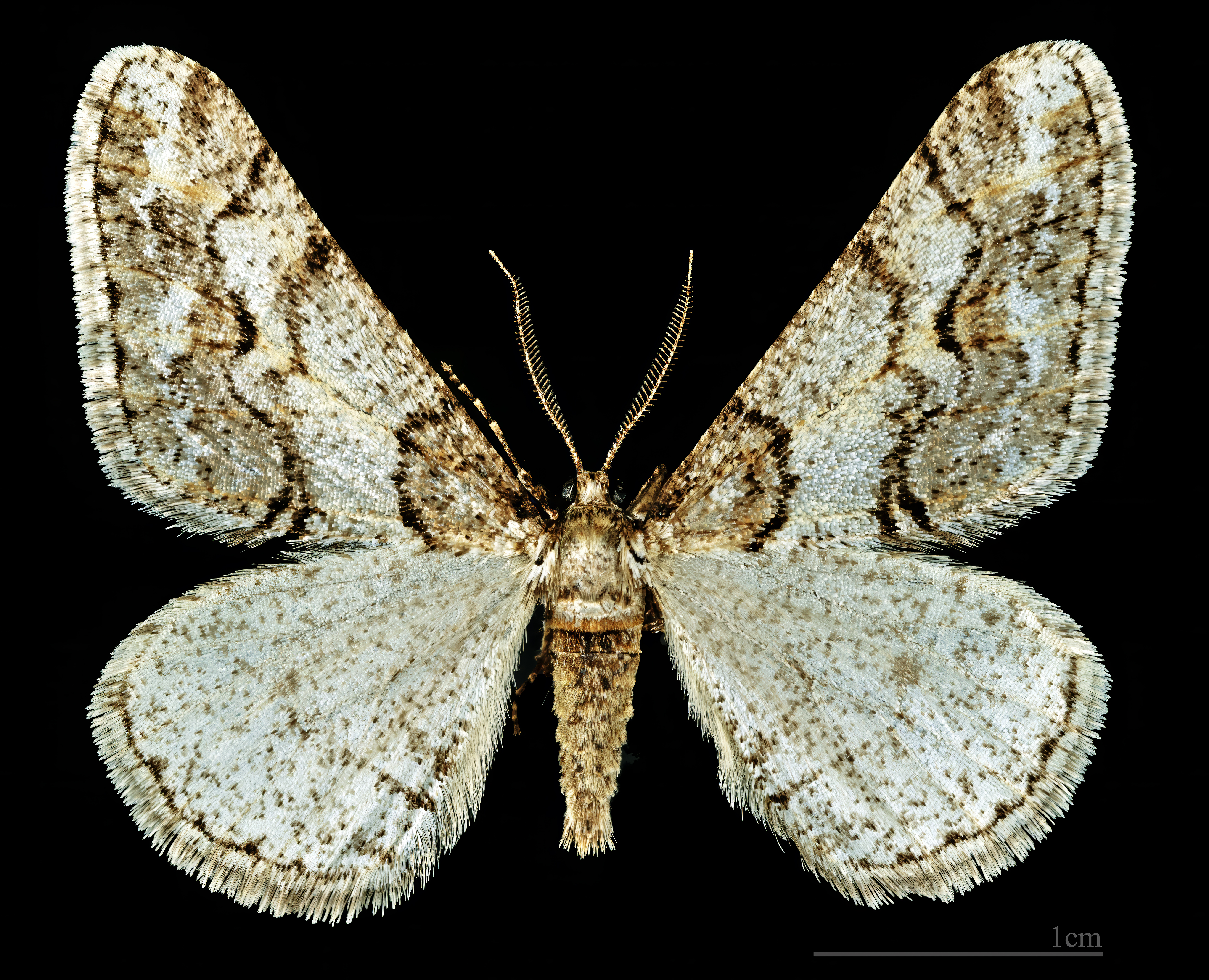
♂
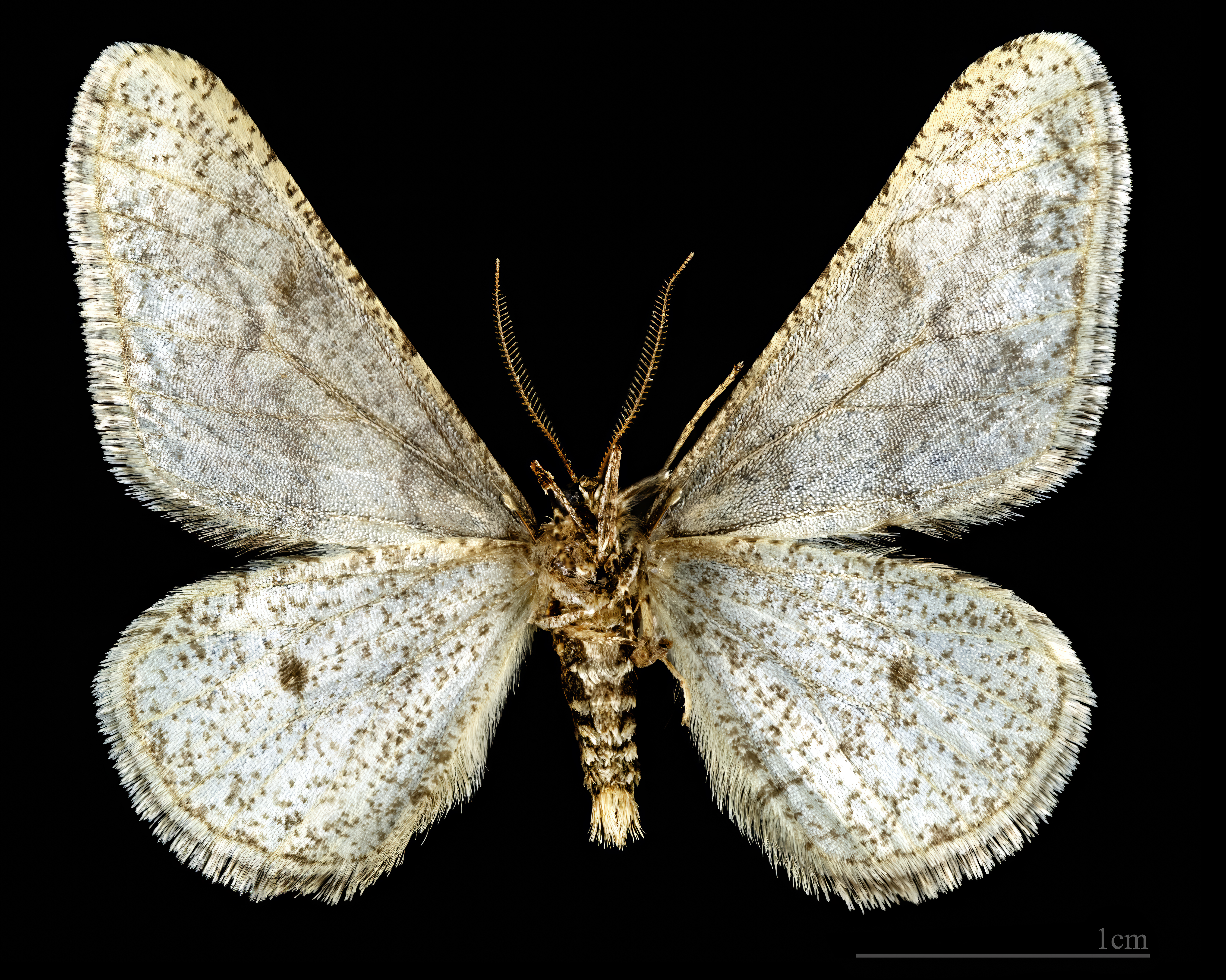
♂ △

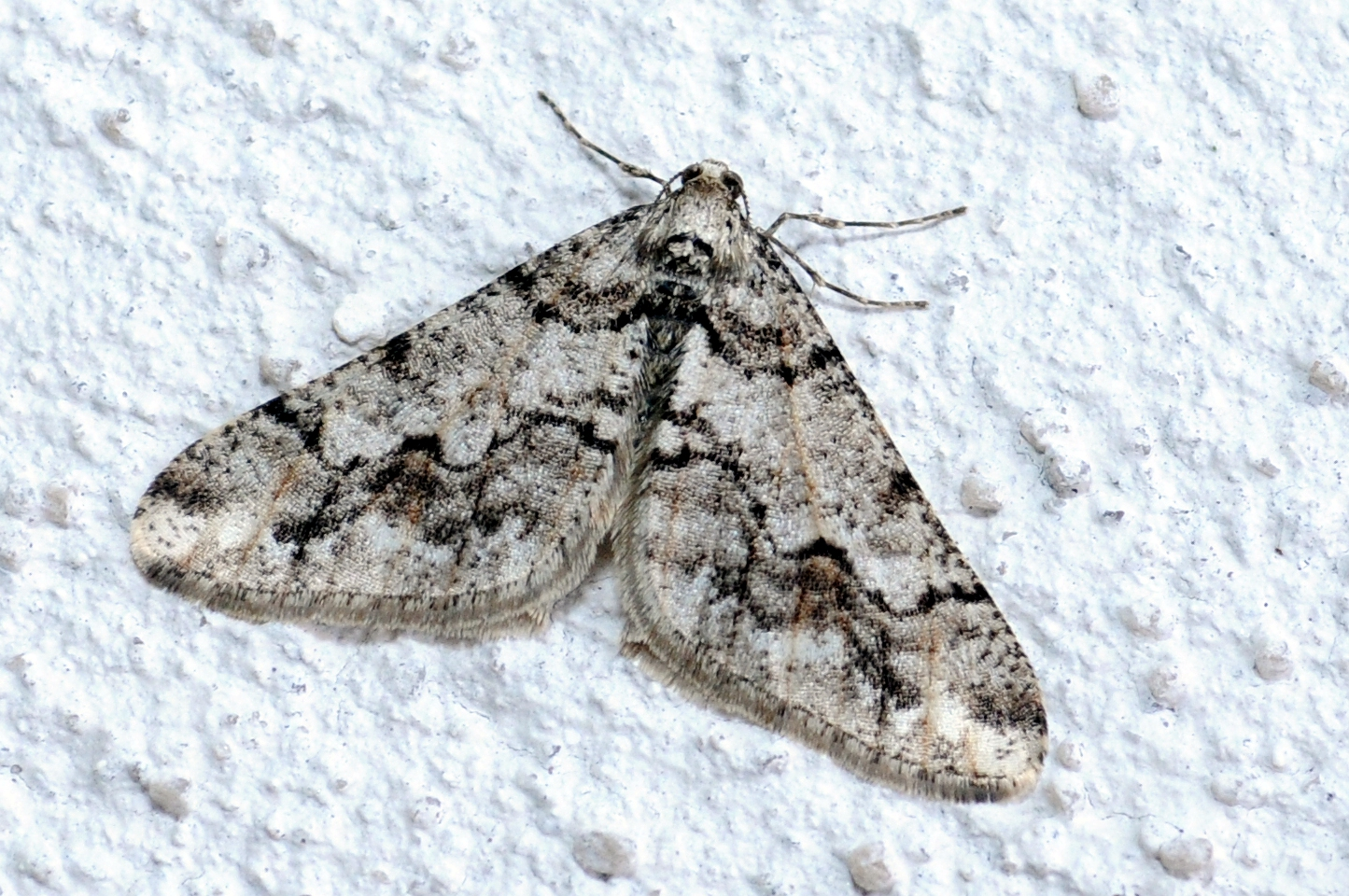
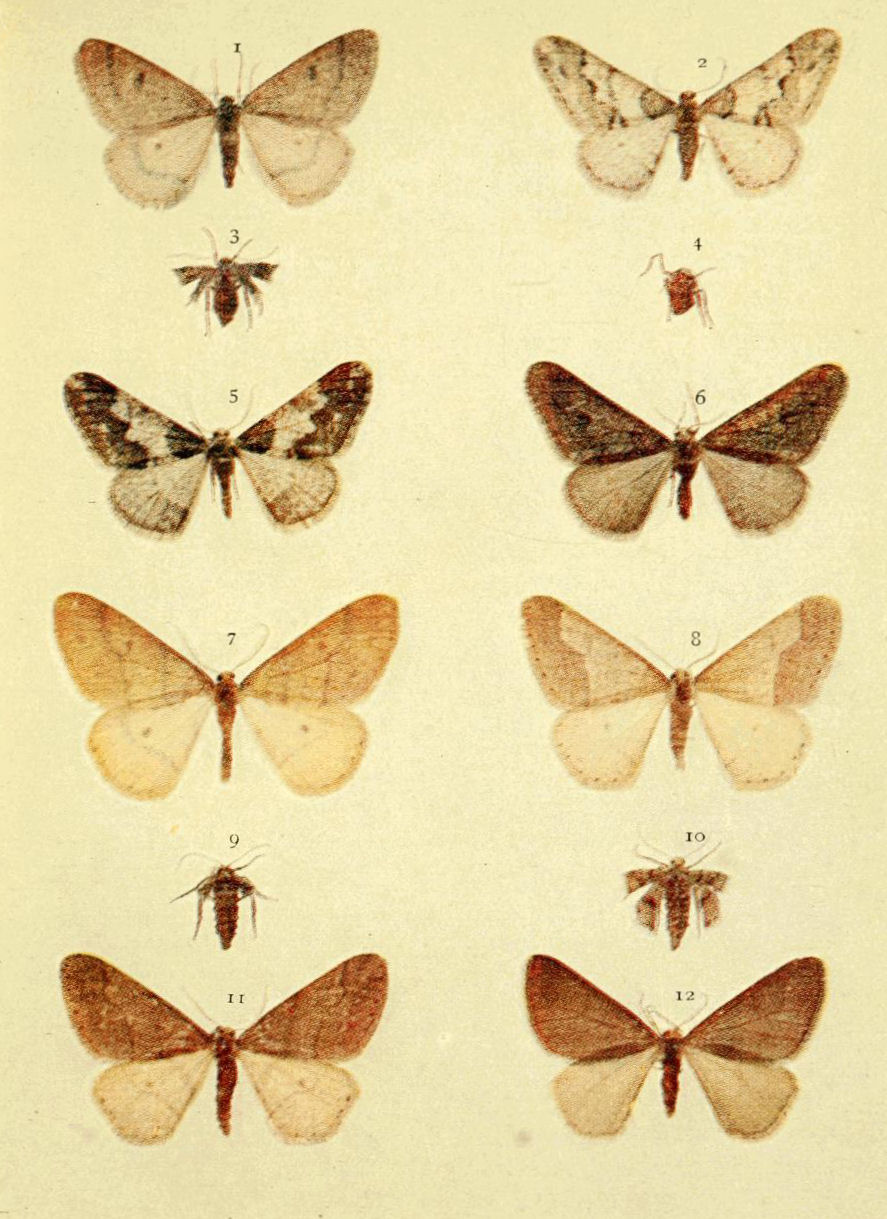